# Universities Space Research Association

Le logo de l’USRA

L'Universities Space Research Association ou USRA est une organisation américaine  privée à but non lucratif qui coordonne des programmes de recherche dans le domaine spatial (technologie et science) impliquant une centaine d'universités ainsi que plusieurs institutions qui lui sont directement rattachées. L'USRA emploie directement plus de 400 personnes dont une majorité de scientifiques. 
L'USRA a été créé initialement pour répondre au besoin de la NASA à la recherche d'une institution académique pour la gestion des roches lunaires collectées dans le cadre du programme Apollo et conservées au  Lunar Receiving Laboratory à Houston (Texas). L'Académie américaine des Sciences (NAS) sollicitée recommanda la création d'une institution consacrée à cette tache, le Lunar and Planetary Institute, dirigée par un conseil d'administration composé de représentants des universités impliquées dans le sujet formant ainsi l'embryon de l'USRA. Au cours des années suivantes le périmètre d'intervention de l'USRA s'est étendu à d'autres domaines de recherche touchés par l'activité spatiale, tels que l'astronomie, l'astrophysique, les sciences de la Terre, la microgravité, les sciences de la vie, la technologie spatiale et l'informatique. L'USRA gère des instituts de recherche ou des programmes dans pratiquement tous les centres spatiaux de la NASA.  L'USRA gère notamment le Radiotélescope d'Arecibo et le télescope infrarouge aéroporté SOFIA,,.   